# Grovtaggigt piggsvin
Grovtaggigt piggsvin (Hystrix crassispinis) är en däggdjursart som först beskrevs av Albert Günther 1877.  Hystrix crassispinis ingår i släktet egentliga piggsvin och familjen jordpiggsvin. IUCN kategoriserar arten globalt som livskraftig. Inga underarter finns listade.
Piggsvinet är endemiskt för Borneo och förekommer där i nästan alla habitat. Arten vistas i låglandet och i upp till 1200 meter höga bergstrakter.
Svansen är kort i jämförelse till övriga kroppen (huvud och bål) och den bär inga taggar vid svansspetsen. Jämförd med kortsvansat piggsvin som likaså förekommer på Borneo har arten taggar vid bakkroppen som huvudsakligen är bruna med vita band nära basen och vid taggarnas spets. Kortsvansat piggsvin har däremot taggar som främst är vita med några svarta band. Grovtaggigt piggsvin har ljusbruna taggar på svansens undersida.